# Хилда Гоби
Хилда Гоби (на унгарски: Gobbi Hilda; 6 юни 1913, Будапеща – 13 юли 1988 г., Будапеща) е унгарска актриса. Лауреат на премията на името на Kossuth (1949), Заслужен артист на Унгария (1950). Внучка на унгарския композитор, диригент и цигулар Алайоша Гоби (1842 – 1932).

## Биография
От 1932 до 1935 г. учи в Академията за драматично изкуство в Будапеща. Веднага след завършването си започва да работи в Народния театър. Участва е в антифашистко движение. Занимава се организирането на спектакли за работническата класа. Когато през 1945 г. със съдействието на генерал-майор И. Т. Замерцева в Будапеща отново е отворен Национален театър. Хилда Гоби активно се включва в театралния живот, но периодът и неблагоприятен за изяви на сцена. От 1957 г. е актриса в трупата на театър" Атила Йожефа". Тя е инициатор на създаването в Будапеща и на музея на унгарската драма. През 1979 г. се пенсионира, но продължава активно да участва в обществената дейност. През 1982 г. е сред основателите на театър „Иожефа Катони“.
До края на Втората Световна война играе в театъра предимно в комедии и фарсове. През 1940 – 1950 година разширява своя творчески репертоар. Сред най-добрите ѝ театрални роли са: Любов Яровая (по едноименното произведение на Константин Треньов), кралица Маргарита („Банк-бан“, И. Катони), Ниловна („Мат“ от Максим Горки), „Васса Железнова“ (одноименната пиеса на Максим Горки).
Снима се и във филмите „Господин учителю Ханибал“ (1956), „Дороття“ (1973) и други. В продължение на 20 години участва в поредица от радио предавания „Семейство Сабо“. За цялата си кариера е изиграва стотици театрални роли.
Хилда Гоби умира на 75 години в Будапеща на 13 юли 1988 г. Погребана е в гробището „Фаркашрети“
Актрисата има интимни връзки с колежката си Хеди Темеси, писателката Ержебет Галгочи, но не разкрива хомосексуалната си ориентация докато е жива. В завещанието си, предлага нейната къща да бъде предадена на Народния театър.